# Пери (окръг, Тенеси)
Вижте пояснителната страница за други значения на Пери.
Окръг Пери (на английски: Perry County) е окръг в щата Тенеси, Съединени американски щати. Площта му е 1096 km², а населението – 7631 души (2000). Административен център е град Линдън.